# 加藤桃子
加藤 桃子（かとう ももこ、1995年3月9日 - ）は、日本将棋連盟（関西本部）所属の女流棋士。女流棋士番号は67。安恵照剛八段門下。静岡県牧之原市出身。国士舘高等学校（通信制）卒業。

## 棋歴

### 奨励会入りまで
加藤の父は、加藤と同じく安恵照剛八段門下で奨励会に在籍、のち大学に進学して教員免許を取得し、静岡県の藤枝明誠高校教諭を務め、かつ同校将棋部顧問として実績を挙げた加藤康次。
加藤の母は、高柳敏夫名誉九段が開いていた将棋教室に通っていたアマ有段者で、「女流アマ名人戦」出場経験を有し、1990年ごろには、プロ棋士や奨励会員も参加する「パソコン通信による将棋サークル」のメンバーであり、ある意味で、夫の加藤康次以上にプロ棋界とのつながりがあった。
将棋一家に生まれた加藤は、5歳で将棋を覚え、小学1年生で大会に出るようになった。静岡から、母の実家（東京）に行く折には、安恵照剛をはじめとする高柳一門のプロ棋士の指導を受けるようになった。
加藤が強くなると、必然的にプロ入り（女流棋士、あるいは奨励会）の話が出てきた。高柳一門には、多くのプロ棋士・奨励会員のほかに清水市代（高柳敏夫名誉九段門下）という女流棋士の大成功者がいる。女流棋士への道を勧める声もあったが、加藤とその両親の選択は「奨励会入り」であった。加藤は、2006年9月18日に、11歳で関東奨励会に入会（6級）。その直前に参加した第1回白瀧あゆみ杯争奪戦ではアマチュアの立場ながら貞升南を破っている。

### 奨励会員時代

#### 2011年度
5月3日、奨励会2級のとき里見香奈女流三冠の奨励会1級編入試験3局の初戦の相手となり、里見に黒星をつけた。
5月27日、日本将棋連盟が『奨励会と女流棋士の重籍に関する件』を発表し、「女性奨励会員の女流棋戦へのエントリー・出場は自由」とした。これを受け加藤は、「第5期マイナビ女子オープン」と「第1期女流王座戦」に、当時奨励会2級在籍ながら女流棋士と同じ扱いで出場し、両棋戦とも予選通過で本戦に進んだ。
うち、第1期女流王座戦では7月から始まった本戦（16名によるトーナメント）を勝ち進み、準決勝に進出した。
一方、奨励会では9月18日の関東例会で3連勝し、7月17日の例会から数えて「9勝3敗」の規定で同日付で2級から1級に昇級。同じく女性奨励会員である伊藤沙恵の1級昇級から約1か月遅れであった。
9月21日、前述の伊藤沙恵との奨励会1級同士対決となった第1期女流王座戦準決勝を制し、決勝五番勝負に進出を決めた。加藤は奨励会1級在籍中でのタイトル初挑戦となった。
10月 - 12月に清水市代と決勝五番勝負を戦い、加藤から見て○●○●のフルセットで迎えた12月12日の第5局に勝利して初代女流王座に輝いた。16歳9か月での女流タイトル獲得は史上第4位の若さであり、第3位の里見香奈（16歳8か月）に1か月遅れるのみである。
第5期マイナビ女子オープンでは、第1期女流王座戦五番勝負の開幕に先立ち、10月6日の本戦第1回戦で島井咲緒里を下した。女流王座を獲得した3日後の12月15日、女流タイトル保持者となって初の公式対局となる本戦第2回戦（準々決勝）に臨んだが、当時加藤と同じく奨励会1級だった里見香奈に敗れた。

#### 2012年度
第6期マイナビ女子オープンでは予選で古河彩子に敗れた。
自身のタイトル初防衛戦となる第2期女流王座戦五番勝負では挑戦者決定戦で里見香奈を破りタイトル戦初登場となった本田小百合に3連勝し、連覇。

#### 2013年度
3連覇をかけた第3期女流王座戦五番勝負では里見香奈を挑戦者に迎え、1勝の後3連敗で敗退し、無冠となった。一方、第7期マイナビ女子オープンで本戦トーナメントに進出し、準決勝で伊藤沙恵を、決勝で清水市代を破り、本棋戦自身初の挑戦を決めた。

#### 2014年度
第7期マイナビ女子オープン五番勝負で里見香奈を3勝1敗で破り、女王を奪取（5月8日）。女性奨励会員が出場できる2つの女流棋戦（当時）をいずれも制した。
直後の5月10日、関東奨励会の例会にて12勝4敗の昇段規定を満たし、里見香奈、西山朋佳に続き、現行規定において3人目の女性の奨励会初段となった。
第4期女流王座戦では本戦決勝に進出し、里見女流王座の休場によるタイトル返上により同じ決勝進出の西山朋佳と決勝五番勝負を行い、3連勝で女流王座に復位、女王と合わせ女流二冠となった。

#### 2015年度
第8期マイナビ女子オープン五番勝負では上田初美を3勝1敗で退けて防衛。第5期女流王座戦五番勝負は、タイトル戦初登場の伊藤沙恵と戦い、第3局が持将棋となって女流タイトル戦史上初となる五番勝負の第6局にもつれ込む激戦を3勝2敗1持将棋で制して防衛。女流二冠を維持した。
また、タイトル保持者として第37期女流王将戦の本戦に出場したが、準決勝で里見香奈に敗れた。

#### 2016年度
第9期マイナビ女子オープン五番勝負では室谷由紀を3勝1敗で退けて防衛、3連覇。
11月20日、奨励会の降級規定により1級に降級。すでに「満21歳の誕生日」である初段昇段の年齢制限を過ぎていたため、半年以内に初段に復帰しないと奨励会退会となる状況となった。
第7期女流王座戦では里見香奈に0勝3敗で敗退し、女王のみの一冠に後退。また、通算5期獲得によるクイーン王座の獲得もならなかった。

#### 2017年度
4月1日の奨励会例会で初段に復帰し、年齢制限による退会を回避した。
第10期マイナビ女子オープン五番勝負では上田初美を3連勝で退けて防衛、4連覇。第8期女流王座戦五番勝負では、前年にタイトルを奪われた里見香奈女流王座に挑戦し、第1局・第2局で連勝して奪取まであと1勝とするも、そこから3連敗して2勝3敗で敗退。

#### 2018年度
第68回NHK杯戦に女流棋士枠で出場し、本戦1回戦で及川拓馬を破った。（2回戦で森内俊之に破れた）
第11期マイナビ女子オープン五番勝負では、西山朋佳に1勝3敗で敗退して女王のタイトルを失い、無冠となった。また、連続5期獲得による永世女王の獲得もならなかった。
第40期女流王将戦で挑戦権を獲得したが、三番勝負で里見香奈にストレートで敗退し無冠返上ならず。
第12期マイナビ女子オープンでは、挑戦者決定戦で里見香奈に敗れて挑戦権獲得を逸した。
2019年3月27日、加藤が奨励会を退会して女流棋士資格を申請し、2019年4月1日付で東京所属の女流棋士三段となることが日本将棋連盟から発表された。加藤は奨励会を初段で退会したため、本来なら奨励会規定「奨励会2級以上で退会の場合、退会時の段級位でそのまま女流棋士の資格を得る」により女流初段となる所だが、タイトル8期（女王4期・女流王座4期）の実績を考慮されて女流三段としてデビューした。

### 女流棋士時代
2020年度は、女流棋士として棋戦初参加の女流王位戦と女流名人戦で挑戦者となったが、いずれもタイトル保持者であった里見香奈に0勝3敗のストレート負けとなった。
2021年7月14日、第3期清麗戦挑戦者決定戦で鈴木環那に勝利し、9月23日より始まる五番勝負で里見香奈清麗に挑戦することになった。同年11月17日、○○●●のフルセットで迎えた第5局に勝利して、2019年4月の女流棋士転向からでは初タイトル、2018年度の無冠転落からでは3年ぶりのタイトルとなる清麗を獲得した。
2021年9月27日、第29期大山名人杯倉敷藤花戦挑戦者決定戦で野原未蘭に勝利し、11月1日より始まる三番勝負で里見香奈倉敷藤花に挑戦することになった。同年11月21日、1勝1敗のフルセットで迎えた第3局で敗れ、連続でのタイトル獲得はならなかった。
2021年12月6日、第2回女流ABEMAトーナメント決勝で香川愛生・野原未蘭とのチームでチーム西山（西山朋佳・上田初美・山口恵梨子）に勝利し、女流初の団体戦で優勝した。
2023年7月から所属を関西本部に移した。

## 棋風
「居飛車党の攻め将棋」
「終盤の鋭さに定評がある」

## 人物
- 趣味は、バレエ・読書・カラオケ[1]。バレエは5歳の頃に習っていた[32]。
- 2021年、「全国小学生棋童戦」のテーマソング『狙うは棋童！』[33]を歌唱した（大会での司会も担当）[34]。YouTubeで視聴可能である[35]。
- 愛称は「カトモモちゃん」[8]。

## エピソード
女流王座が下座に座る
2011年12月15日、第5期マイナビ女子オープン本戦準々決勝・里見（当時女流三冠）との対局の前に加藤が下座に座った。後から入室した里見が女流王座（当時、女王と並ぶ女流棋界の最高峰のタイトルだった）の加藤に上座に移るよう促し、譲り合いの末に里見が上座に座ることになった。

## 昇段・昇級履歴

### 奨励会
- 2006年09月18日 - 関東奨励会 入会（6級）[37]
- 2011年09月18日 - 1級 [38]
- 2014年05月10日 - 初段 [39]
- 2019年03月00日 - 関東奨励会 退会（初段）[40]

### 女流棋士
昇段・昇級規定は、将棋の段級 を参照。
- 2019年04月01日 - 女流三段（タイトル8期の実績） = 女流棋士としてプロ入り [41][注釈 9][注釈 10]
- 2023年07月03日 - 女流四段（女流三段昇段後130勝、女流通算130勝59敗）[42][43][注釈 11]

## 主な成績
色付きは現在在位。
詳細は末尾の年表 を参照。
他の女流棋士との比較は、棋戦 (将棋)#女流タイトル 、および、将棋の女流タイトル在位者一覧 を参照。
| タイトル                                                                                    | 番勝負           | 獲得年度              | 登場 | 獲得期数 | 連覇  | クイーン称号 |
| 白玲                                                                                        | 七番勝負 9-11月  | －                    | －   | －       | －    | －           |
| 清麗                                                                                        | 五番勝負 8-9月   | 2021                  | 3回  | 1期      | －    | －           |
| 女王                                                                                        | 五番勝負 4-5月   | 2014-2018             | 6回  | 4期      | 4連覇 | －           |
| 女流王座                                                                                    | 五番勝負 10-12月 | 2011-2012 , 2014-2015 | 9回  | 4期      | 2連覇 | －           |
| 女流名人                                                                                    | 五番勝負 1-2月   | －                    | 1回  | －       | －    | －           |
| 女流王位                                                                                    | 五番勝負 4-6月   | －                    | 2回  | －       | －    | －           |
| 女流王将                                                                                    | 三番勝負 10月    | －                    | 1回  | －       | －    | －           |
| 倉敷藤花                                                                                    | 三番勝負 11月    | －                    | 1回  | －       | －    | －           |
| 登場回数合計23回、 獲得合計9期 = 歴代6位 ※番勝負終了前は除く。第6期清麗戦（2024年度）まで。 |                  |                       |      |          |       |              |

| 01位 | 0 福間香奈*0 | 62期 | (78回) |
| 02位 | 0 清水市代*0 | 43期 | (71回) |
| 03位 | 0 中井広恵*0 | 19期 | (44回) |
| 04位 | 0 西山朋佳*0 | 18期 | (29回) |
| 05位 | 0 林葉直子00 | 15期 | (23回) |
|      | 0            |      |        |

| 6位  | 0 加藤桃子*   | 09期 | (23回) |
| 7位  | 0 甲斐智美    | 07期 | (14回) |
|      | 0 蛸島彰子    | 07期 | (11回) |
| 9位  | 0 矢内理絵子* | 06期 | (18回) |
| 10位 | 0 斎田晴子*   | 04期 | (12回) |
|      | 0 山下カズ子  | 04期 | (6回)  |

| 01位 | 0 福間香奈*0 | 62期 | (78回) |
| 02位 | 0 清水市代*0 | 43期 | (71回) |
| 03位 | 0 中井広恵*0 | 19期 | (44回) |
| 04位 | 0 西山朋佳*0 | 18期 | (29回) |
| 05位 | 0 林葉直子00 | 15期 | (23回) |
|      | 0            |      |        |

| 6位  | 0 加藤桃子*   | 09期 | (23回) |
| 7位  | 0 甲斐智美    | 07期 | (14回) |
|      | 0 蛸島彰子    | 07期 | (11回) |
| 9位  | 0 矢内理絵子* | 06期 | (18回) |
| 10位 | 0 斎田晴子*   | 04期 | (12回) |
|      | 0 山下カズ子  | 04期 | (6回)  |

女流タイトル戦 登場回数
- 清麗戦：3回（2021年度=第3期 - 2022年度、2024年度）
- マイナビ女子オープン：6回（2014年度=第7期 - 2018、2020年度）
- 女流王座戦：9回（2011年度=第1期 - 2018、2022-2023年度）
- 女流名人戦：1回（2020年度=第47期）
- 女流王位戦：2回（2020年度=第31期、2024年度）
- 女流王将戦：1回（2018年度=第40期）
- 倉敷藤花戦：1回（2021年度=第29期）

登場回数 合計:23回

### 将棋大賞
- 第48回（2020年度）：女流最多対局賞（43局）[46]
- 第50回（2022年度）：女流名局賞
- 第51回（2023年度）：女流最多対局賞（52局）
- 第52回（2024年度）：女流最多対局賞（53局）

### 女流非公式棋戦
- 世田谷花みず木女流オープン戦 優勝1回（2009年 = 第2回）
- 女流ABEMAトーナメント 優勝1回（2021年・第2回 - チーム加藤＜加藤桃子・香川愛生・野原未蘭＞）

### 年度別成績
| 2011年度                                                                       | 14     | 11   | 3    | 0.7857 |             |              |              |              |              |              |
| 2012年度                                                                       | 4      | 3    | 1    | 0.7500 |             |              |              |              |              |              |
| 2013年度                                                                       | 11     | 8    | 3    | 0.7273 |             |              |              |              |              |              |
| 2014年度                                                                       | 9      | 8    | 1    | 0.8888 |             |              |              |              |              |              |
| 2015年度                                                                       | 13     | 8    | 4    | 0.6666 |             |              |              |              |              |              |
| 2016年度                                                                       | 9      | 4    | 5    | 0.4444 |             |              |              |              |              |              |
| 2017年度                                                                       | 16     | 12   | 4    | 0.7500 | [ 47 ]      |              |              |              |              |              |
| 2018年度                                                                       | 17     | 10   | 7    | 0.5882 | [ 47 ]      |              |              |              |              |              |
| 合計                                                                           | 92     | 64   | 28   | 0.6957 | [ 注釈 12 ] |              |              |              |              |              |
| 2019年4月1日 女流棋士としてプロ入り （プロ入り以前の記録は通算成績に合算せず） |        |      |      |        |             |              |              |              |              |              |
| 年度                                                                           | 対局数 | 勝数 | 負数 | 勝率   | (出典)      | 女流通算成績 | 女流通算成績 | 女流通算成績 | 女流通算成績 | 女流通算成績 |
| 2019年度                                                                       | 30     | 24   | 6    | 0.8000 | [ 48 ]      | 対局数       | 勝数         | 負数         | 勝率         | (出典)       |
| 2020年度                                                                       | 43     | 28   | 15   | 0.6511 | [ 49 ]      | 73           | 52           | 21           |              |              |
| 2019-2020 (小計)                                                               | 73     | 52   | 21   |        |             |              |              |              |              |              |
| 2021年度                                                                       | 50     | 32   | 18   | 0.6400 | [ 50 ]      | 123          | 84           | 39           | 0.6829       | [ 51 ]       |
| 2022年度                                                                       | 52     | 38   | 14   | 0.7307 | [ 52 ]      | 175          | 122          | 53           | 0.6971       | [ 53 ]       |
| 2023年度                                                                       | 52     | 36   | 16   | 0.6923 | [ 54 ]      | 227          | 158          | 69           | 0.6960       | [ 55 ]       |
| 2024年度                                                                       | 53     | 30   | 23   | 0.5660 | [ 56 ]      | 280          | 188          | 92           | 0.6714       | [ 57 ]       |
| 2021-2024 (小計)                                                               | 207    | 136  | 71   |        |             |              |              |              |              |              |
| 女流通算                                                                       | 280    | 188  | 92   | 0.6714 | [ 57 ]      |              |              |              |              |              |
| 2024年度まで                                                                   |        |      |      |        |             |              |              |              |              |              |

| 奨励会時代 (2015年度-2018年度) | 奨励会時代 (2015年度-2018年度) | 奨励会時代 (2015年度-2018年度) | 奨励会時代 (2015年度-2018年度) | 奨励会時代 (2015年度-2018年度) | 奨励会時代 (2015年度-2018年度) |
| 年度                           | 対局数                         | 勝数                           | 負数                           | 勝率                           | (出典)                         |
| ------------------------------ | ------------------------------ | ------------------------------ | ------------------------------ | ------------------------------ | ------------------------------ |
| 2015年度                       | 2                              | 0                              | 2                              | 0.0000                         | [ 60 ]                         |
| 2016年度                       | 10                             | 3                              | 7                              | 0.3000                         | [ 71 ]                         |
| 2017年度                       | 11                             | 3                              | 8                              | 0.2727                         | [ 82 ]                         |
| 2018年度                       | 2                              | 1                              | 1                              | 0.5000                         | [ 86 ]                         |
| 2015-2018 (小計 A)             | 25                             | 7                              | 18                             |                                |                                |
| 女流棋士転向後 (2019年度以降)  |                                |                                |                                |                                |                                |
| 年度                           | 対局数                         | 勝数                           | 負数                           | 勝率                           | (出典)                         |
| 2019年度                       | 0                              | 0                              | 0                              | - -                            | [ 87 ]                         |
| 2020年度                       | 6                              | 1                              | 5                              | 0.1666                         | [ 88 ]                         |
| 2019-2020 (小計)               | 6                              | 1                              | 5                              |                                |                                |
| 2021年度                       | 4                              | 1                              | 3                              | 0.2500                         | [ 89 ]                         |
| 2022年度                       | 6                              | 2                              | 4                              | 0.2000                         | [ 90 ]                         |
| 2023年度                       | 4                              | 0                              | 4                              | 0.0000                         | [ 91 ]                         |
| 2024年度                       | 6                              | 1                              | 5                              | 0.1666                         | [ 92 ]                         |
| 2021-2024 (小計)               | 20                             | 4                              | 16                             | 0.2000                         |                                |
| 2019-2024 (累計 B)             | 26                             | 5                              | 21                             | 0.1923                         | [ 57 ]                         |
| 2015-2024 通算 A+B             | 51                             | 12                             | 39                             |                                |                                |
| 2024年度まで                   |                                |                                |                                |                                |                                |

## 年表
| - タイトル戦欄の女流棋士名は番勝負の対戦相手、その下は番勝負の対戦成績（左から順に、o:加藤の勝ち、x:加藤の負け、j:持将棋）。 背景色はそれぞれ、 薄紅色 は獲得（奪取/防衛）。 濃い紅色Q はクイーン称号獲得。 水色L は番勝負敗退。 － は不参加/創設前の棋戦。 - 将棋大賞は、最女 : 最優秀女流棋士賞、優女 : 優秀女流棋士賞、女棋 : 女流棋士賞、名特 : 名局賞特別賞、女名 : 女流名局賞、女対 : 女流最多対局賞 |

| 年度 | タイトル                                   | タイトル                            | タイトル        | タイトル          | タイトル              | タイトル       | タイトル               | タイトル                            | その他 優勝 | 将棋 大賞 | 備考                                             |
| 年度 | 女王 4-5月                                 | 女流王位 4-6月                      | 清麗 8-9月      | 白玲 9-11月       | 女流王将 10月         | 倉敷藤花 11月  | 女流王座 10-12月       | 女流名人 1-2月                      | その他 優勝 | 将棋 大賞 | 備考                                             |
| ---- | ------------------------------------------ | ----------------------------------- | --------------- | ----------------- | --------------------- | -------------- | ---------------------- | ----------------------------------- | ----------- | --------- | ------------------------------------------------ |
| 2006 | －                                         | <第18期> －                         | －              | －                | <第28期> －           | <第14期> －    | －                     | <第32期> －                         |             |           | ・関東奨励会入会                                 |
| 2007 | －                                         | －                                  | －              | －                | －                    | －             | －                     | －                                  |             |           |                                                  |
| 2008 | <第1期> －                                 | －                                  | －              | －                | －                    | －             | －                     | －                                  |             |           |                                                  |
| 2009 | －                                         | －                                  | －              | －                | －                    | －             | －                     | －                                  |             |           |                                                  |
| 2010 | －                                         | －                                  | －              | －                | －                    | －             | －                     | －                                  |             |           |                                                  |
| 2011 | －                                         | －                                  | －              | －                | －                    | －             | <第1期> 清水市代 oxoxo | －                                  |             |           |                                                  |
| 2012 | <第5期>                                    | －                                  | －              | －                | －                    | －             | 本田小百合 ooo         | －                                  |             |           |                                                  |
| 2013 |                                            | －                                  | －              | －                | －                    | －             | 里見香奈 L oxxx        | －                                  |             |           |                                                  |
| 2014 | 里見香奈 oxoo                              | －                                  | －              | －                | －                    | －             | 西山朋佳 ooo           | －                                  |             |           | ・奨励会初段昇段                                 |
| 2015 | 上田初美 ooxo                              | －                                  | －              | －                | <第37期> (本戦シード) | －             | 伊藤沙恵 oxjoxo        | －                                  |             |           |                                                  |
| 2016 | 室谷由紀 oxoo                              | －                                  | －              | －                | (本戦シード)          | －             | 里見香奈 L xxx         | －                                  |             |           |                                                  |
| 2017 | 上田初美 ooo                               | －                                  | －              | －                | (本戦シード)          | －             | 里見香奈 L ooxxx       | －                                  |             |           |                                                  |
| 2018 | 西山朋佳 L oxxx                            | －                                  | －              | －                | 里見香奈 L xx         | －             | (本戦シード)           | －                                  |             |           |                                                  |
| 2019 | (本戦シード)                               | －                                  | <第1期>         | －                | (本戦シード)          | －             | (本戦シード)           | －                                  |             |           | ・奨励会退会 ・女流棋士に転向 （特例で女流三段） |
| 2020 | 西山朋佳 L oxoxx                           | <第31期> (リーグ入り)里見香奈 L xxx |                 | －                | (本戦シード)          | <第28期>       | (本戦シード)           | <第47期> (リーグ入り)里見香奈 L xxx |             | 女対      |                                                  |
| 2021 | (本戦シード)                               | (リーグ残留)                        | 里見香奈 ooxxo  | <第1期> (A級入り) |                       | 里見香奈 L xox | (本戦シード)           | (リーグ残留)                        |             |           |                                                  |
| 2022 |                                            | (リーグ残留)                        | 里見香奈 L xxx  | (A級残留)         | (本戦シード)          |                | 里見香奈 L xoxox       | (リーグ残留)                        |             | 女名      |                                                  |
| 2023 |                                            | (リーグ残留)                        | (本戦進出)      | (A級残留)         |                       |                | 里見香奈 L xxox        | (リーグ陥落)                        |             | 女対      |                                                  |
| 2024 | (本戦シード)                               | 福間香奈 L xxx                      | 福間香奈 L xoxx | (A級残留)         | (本戦シード)          |                | (本戦シード)           | (リーグ陥落)                        |             | 女対      |                                                  |
| 年度 | 女王 4-5月                                 | 女流王位 4-6月                      | 清麗 8-9月      | 白玲 9-11月       | 女流王将 10月         | 倉敷藤花 11月  | 女流王座 10-12月       | 女流名人 1-2月                      | 備考        | 備考      | 備考                                             |
| 合計 | 登場6回 獲得4期                            | 登場2回 0                           | 登場3回 獲得1期 |                   | 登場1回 0             | 登場1回 0      | 登場9回 獲得4期        | 登場1回 0                           |             |           |                                                  |
| 合計 | タイトル戦登場23回、獲得合計9期（歴代6位） |                                     |                 |                   |                       |                |                        |                                     |             |           |                                                  |

## テレビ
- 将棋フォーカス（NHK Eテレ、2019年10月 - 2020年9月）将棋講座聞き手